# Димитриос Христопулос
Димитриос Христопулос (грч.  ? — ?) је био грчки атлетичар који је учествовао на првим модерним Олимпијским играма 1896. у Грчкој. Такмичио се у маратону.
Христопулос је био један од 17 атлетичара који су 10. априла 1896. стартовали на маратонској трци. Био је један од осам маратонаца који нису завршили трку.